# Nausikaja
Nausikaja é um filme de drama croata de 1995 dirigido e escrito por Vicko Ruić. Foi selecionado como representante da Croácia à edição do Oscar 1997, organizada pela Academia de Artes e Ciências Cinematográficas.

## Elenco
- Nada Gačešić - Marija Slajner
- Igor Serdar - Matija Remetin
- Maja Nekić - Nausikaja
- Mustafa Nadarević - Stevovic